# 酢酸イソアミル
酢酸イソアミル（さくさんイソアミル、isoamyl acetate）とは、カルボン酸エステルの一種である。酢酸とイソアミルアルコールが縮合したカルボン酸エステルにあたる。酢酸イソペンチル（isopentyl acetate）、酢酸3-メチルブチル（3-methylbutyl acetate）とも呼ばれる。
無色の液体で、バナナあるいはメロン様の果実臭がある。通常の有機溶媒には易溶で、水にもわずかに溶ける。
香料（バナナエッセンス）や有機溶媒として用いられる。
日本酒の芳香成分の一つで、吟醸酒には数100 ppb–数 ppm 程度含まれている。日本酒の高品質化のため、大量の酢酸イソアミルを生産する清酒酵母の開発が進んでいる。

## 安全性
日本の消防法では危険物第4類・第2石油類に分類される。熱には比較的安定するが、強酸や強塩基、強酸化剤との接触により火災・爆発のおそれがある。動物実験での半数致死量（LD50）は、ラットへの経口投与・ウサギへの経皮投与とも5g/kg以上。

## 合成法
他のエステルと同様に、フィッシャーエステル合成反応を用いて、濃硫酸などの酸触媒および脱水剤の存在下、酢酸とイソアミルアルコールを混合、加熱することで得られる。